# مردان جاده
مردان جاده یک مجموعه تلویزیونی محصول سال ۱۳۷۵–۱۳۷۴ به کارگردانی هادی صابر،  می‌باشد که از شبکه پخش شد.

## بازیگران
- جلال پیشواییان
- مهدی میامی
- مهوش وقاری
- کاظم هژیرآزاد
- حسین خانی بیگ
- محسن قاضی مرادی
- فریبا لشکری
- خسرو دستگیر
- سیما گرجی

## عوامل تولید
- دستیار اول و برنامه‌ریز: رحمان حقیقی[۱]